# Isoperla fulva
Isoperla fulva is een steenvlieg uit de familie Perlodidae. De wetenschappelijke naam van de soort is voor het eerst geldig gepubliceerd in 1937 door Claassen.